# 中国人民解放军海军陆战队第七旅
海军陆战队第七旅（英語：7th Marine Brigade），又称“蛟龙突击队”，是中国人民解放军海军陆战队现行编制下成立的第一个旅级单位，为中国人民解放军已知唯一的海军特种作战部队，现驻地为海南省三亚市。

## 历史概述
该旅由海军特种作战大队（即“蛟龙突击队”）改编而来。2017年改为海军陆战队第七旅。七旅许多官兵参与过中国海军索马里护航行动。

## 流行文化
电影《红海行动》的主角就是本旅前身的海军特种作战大队成员。
俄罗斯WG第三人称射击游戏Caliber里面的中国角色原型单位